# Fang-Bikang II
Fang-Bikang II est un village du Cameroun situé dans la région du Centre, le département du Nyong-et-Mfoumou et la commune d'Ayos.

## Population
En 1961, Fang-Bikang II comptait 413 habitants, principalement des Yebekolo et des Omvang. 